# سینه‌سرخ پیسه سیشل
سینه‌سرخ پیسه سیشل (نام علمی: Copsychus sechellarum) نام یک گونه از سرده سینه‌سرخ پیسه است.